# St. Bartholomäus (Bindlach)

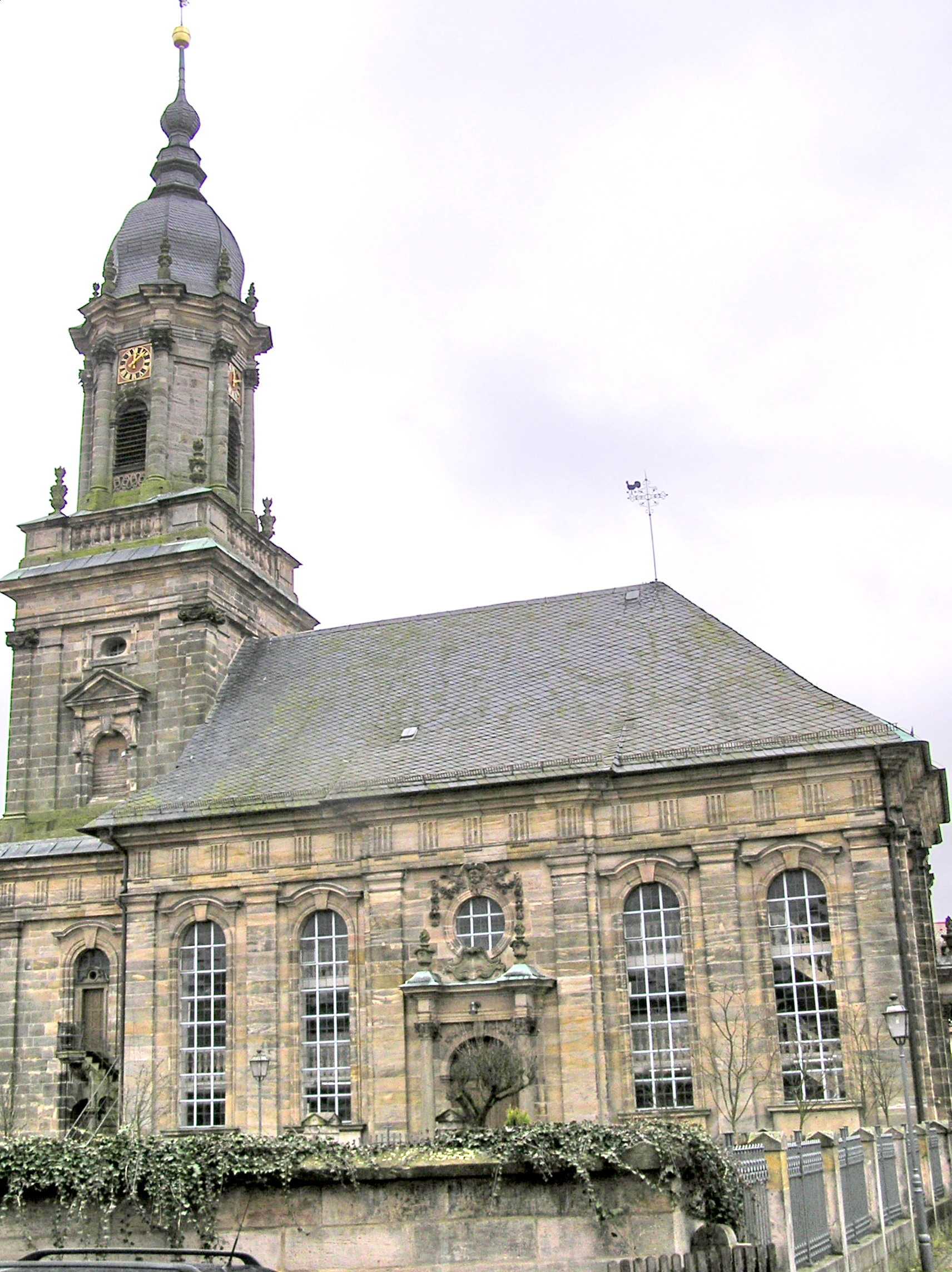
St. Bartholomäus (Bindlach)

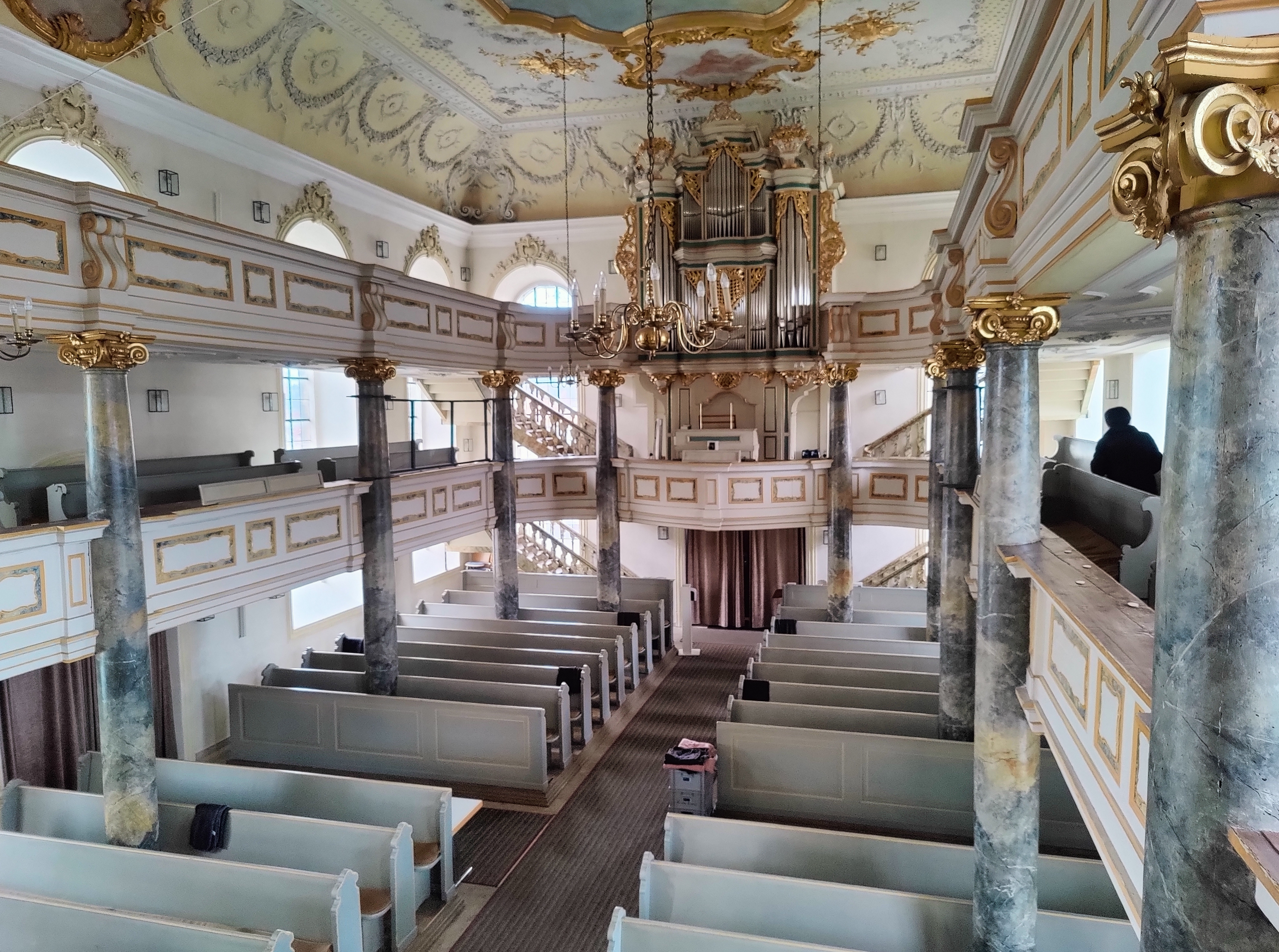
Innenraum (2022)

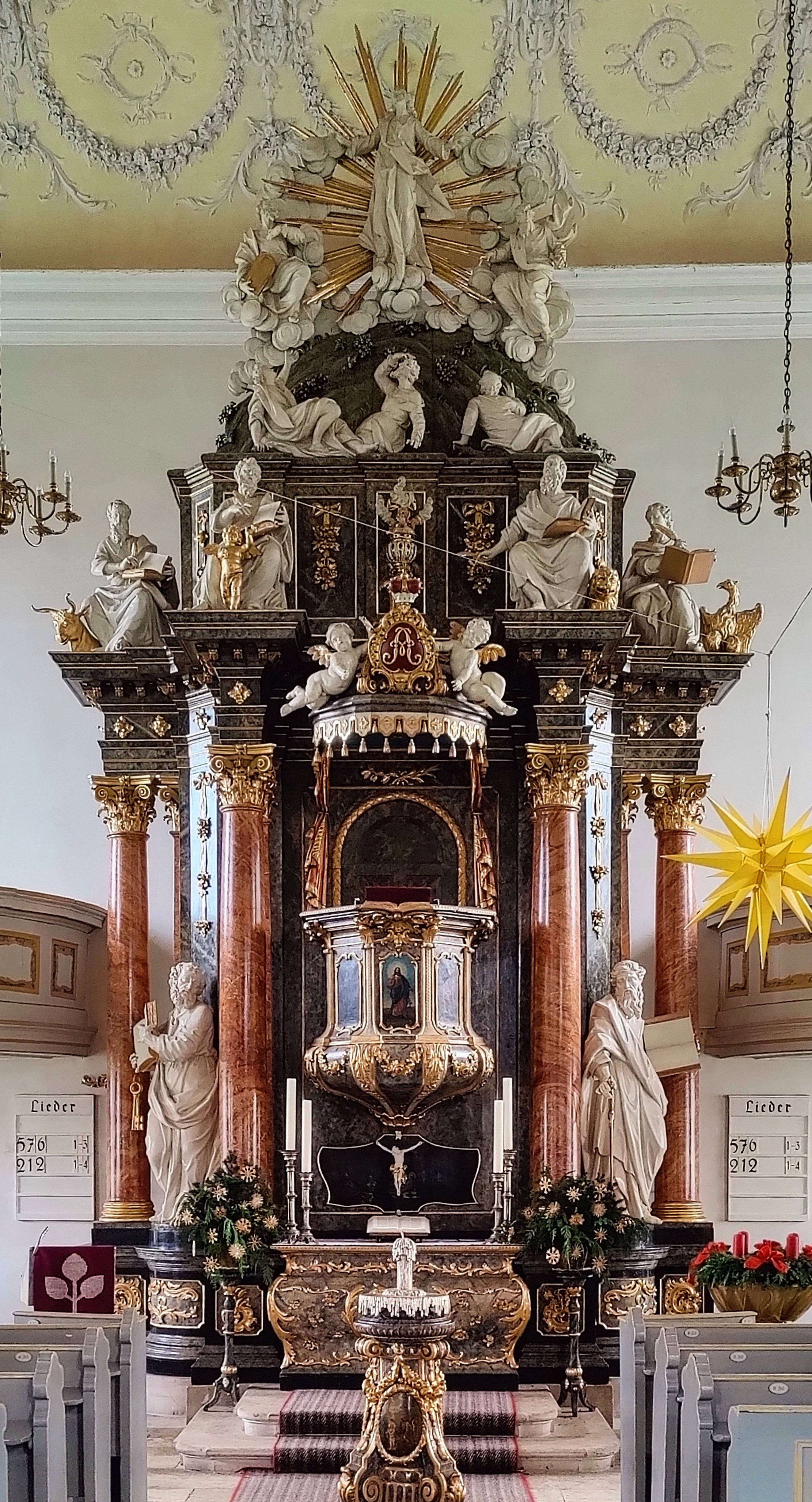
Kanzelaltar

Die evangelische Pfarrkirche St. Bartholomäus ist ein denkmalgeschütztes Kirchengebäude, das in der Gemeinde Bindlach im Landkreis Bayreuth (Oberfranken, Bayern) steht. Das Bauwerk ist unter der Denkmalnummer D-4-72-119-9 als Baudenkmal in die Bayerische Denkmalliste eingetragen. Die Kirchengemeinde gehört zum Dekanat Bayreuth-Bad Berneck im Kirchenkreis Bayreuth der Evangelisch-Lutherischen Kirche in Bayern.

## Beschreibung
Die Saalkirche wurde 1766 bis 1768 nach Plänen von Carl von Gontard erbaut, nachdem die vor 1464 gebaute und im 17. Jahrhundert erweiterte Hallenkirche wegen Baufälligkeit abgerissen wurde. Der Außenbau ist gegliedert durch dorische Pilaster, Gebälk mit Triglyphen, segmentbogige Verdachung der Bogenfenster und Risalite, in denen sich die Portale befinden. Die Zierplastiken am Turm und an den Portalen wurden vom Bildhauer Johann Gabriel Räntz geschaffen. Das eingezogene, oberste, achteckige Geschoss des Kirchturms im Osten beherbergt die Turmuhr und den Glockenstuhl, in dem vier Kirchenglocken hängen.
Der Innenraum hat doppelstöckige Emporen an drei Seiten. Die Deckenmalerei zeigt die Himmelfahrt Jesu. Der barocke Kanzelaltar wurde 1777 gebaut. Zu beiden Seiten stehen Petrus und Paulus. Über der Mensa, unterhalb der Kanzel ist auf dem Altarretabel das Abendmahl dargestellt. Über dem Schalldeckel stehen die Statuetten der vier Evangelisten.
1782 baute Georg Ernst Wiegleb II die Orgel mit 1183 Pfeifen, 18 Registern, verteilt auf zwei Manuale und Pedal. Um 1895 wurde sie durch eine neue Orgel von Johann Wolf ersetzt.